# Rada regionalna Gwadelupy

## Lista przewodniczących
| #   | Imię i Nazwisko                 | Kadencja        | Kadencja        |
| #   | Imię i Nazwisko                 | Od              | Do              |
| --- | ------------------------------- | --------------- | --------------- |
| 1   | Pierre Mathieu                  | 1974            | 1980            |
| 2   | Robert Pentier                  | 1980            | 1981            |
| 3   | Marcel Esdras (1927–1988)       | 1981            | 1982            |
| 4   | Marcel Gargar (1911–2004)       | 1982            | 1983            |
| 5   | José Moustache (1932–2013)      | luty 1983       | marzec 1986     |
| 6   | Félix Proto (1922–2013)         | marzec 1986     | 29 marca 1992   |
| 7   | Lucette Michaux-Chevry (1929–)  | 29 marca 1992   | 2 kwietnia 2004 |
| 8   | Victorin Lurel (1951–)          | 2 kwietnia 2004 | 3 sierpnia 2012 |
| 9   | Josette Borel-Lincertin (1941–) | 3 sierpnia 2012 | 2 maja 2014     |
| (8) | Victorin Lurel (1951–)          | 2 maja 2014     | 18 grudnia 2015 |
| 10  | Ary Chalus (1961–)              | 18 grudnia 2015 | nadal           |